# Stanisław Mielech
Stanisław Feliks Mielech (ur. 29 kwietnia 1894 w Stanach, zm. 17 listopada 1962 w Warszawie) – major intendent Wojska Polskiego, działacz niepodległościowy, piłkarz, napastnik, reprezentant kraju.

## Życiorys
Urodził się 29 kwietnia 1894 w Stanach k. Niska w rodzinie Jana i Walerii z Hermanów.
Zagrał zaledwie kilka spotkań w Wiśle Kraków, po raz pierwszy wystąpił w meczu z „Krakusem”. W 1911 przeniósł się do Cracovii. W barwach tego klubu zadebiutował 6 czerwca 1912 w meczu w Opawie, wygranym 3:2. Ze względu na fakt bycia wciąż uczniem gimnazjum (którym nie wolno było wstępować do klubów sportowych), aż do wybuchu pierwszej wojny światowej występował pod pseudonimem „Wieruski”. Otrzymał powołanie do reprezentacji Galicji.
Ukończył 8–klasowe gimnazjum  w Krakowie. Dwa miesiące później, po wybuchu I wojny światowej, wstąpił do Legionów Polskich. W latach 1916–1917 był zawodnikiem legionowej drużyny sportowej. Był pomysłodawcą nazwy tego klubu. Największym sukcesem drużyny było wówczas zwycięstwo na Cracovią 2:1. W 15 grudnia 1918 wstąpił do Wojska Polskiego, jednocześnie kontynuował studia prawnicze na Wydziale Prawa i Administracji Uniwersytetu Warszawskiego, zakończone doktoratem w 1926 roku. W 1919 został awansowany do stopnia podporucznika, a następnie kapitana.

## Kariera piłkarska
Wychowanek szkolnej drużyny Polonia Kraków. W latach 1910–1911 był zawodnikiem Wisły Kraków, a        w sezonach 1912–1923 zawodnikiem Cracovii Kraków. W 1921 z Cracovią zdobył mistrzostwo Polski, a także brązowy medal w 1922. Od 1923 do 1927 był związany z Legią Warszawa. W reprezentacji rozegrał dwa spotkania. Brał udział w historycznym, pierwszym meczu międzypaństwowym polskiej kadry – 18 grudnia 1921, który Polska przegrała w Budapeszcie z Węgrami 0:1. Był wówczas graczem Cracovii. 1 października 1922 wystąpił też w wygranym 3:1 meczu z Jugosławią. Karierę piłkarską zakończył w wieku 33 lat.

## Kariera wojskowa
Ukończył studia prawnicze na Uniwersytecie Jagiellońskim i Wyższej Szkołę Intendentury. Pełnił służbę w Departamencie Intendentury Ministerstwa Spraw Wojskowych w Warszawie. Z dniem 1 kwietnia 1934 został przydzielony do dyspozycji Ministerstwa Skarbu na okres 6 miesięcy. Z dniem 31 marca 1935 został przeniesiony do rezerwy z równoczesnym przeniesieniem w rezerwie do Biura Personalnego MSWojsk.. W tym samym roku rozpoczął pracę w skarbowości jako naczelnik urzędu celnego w Warszawie. W kwietniu 1939 został naczelnym inspektorem ceł w Wolnym Mieście Gdańsku. Na stopień majora rezerwy został awansowany ze starszeństwem z 19 marca 1939 i 5. lokatą w korpusie oficerów intendentów, grupa intendentów z wyższymi studiami wojskowymi. We wrześniu 1939 krótko walczył jako żołnierz Wojska Polskiego. 18 września 1939 internowany na Węgrzech. W 1944 podczas zajęcia Węgier przez wojska niemieckie został wywieziony do obozu Kaisersteinbruch pod Wiedniem. Następnie trafił do obozu Genshagen pod Berlinem, który został wyzwolony przez Armię Czerwoną 22 kwietnia 1945. Dwa miesiące później wrócił do kraju . Od 21 lipca 1945 pracował w Ministerstwie Skarbu do czasu przejścia na emeryturę w 1951. 

## Kariera dziennikarska
W latach 1924-1933 był  kierownikiem działu sportowego Kuriera Porannego. W latach 1933–1934 pełnił tę samą funkcję w Gazecie Polskiej. Od 1 marca 1932 do wybuchu II wojny światowej był stałym współpracownikiem krakowskiej Gazety Raz Dwa Trzy. Jego artykuły ukazywały się także w  krakowskim Kurierze Sportowym. 3 grudnia relacjonował drugą połowę meczu Niemcy-Polska.  
Jednocześnie rozpoczął pracę w prasie sportowej jako korespondent m.in. Dziennika Polskiego prowadził rubrykę pt. Dookoła sportu. W maju 1947 został sportowym dziennikarzem gazety Życie Warszawy. 
Publikował w prasie, m.in. w Przeglądzie Sportowym i Życiu Warszawy. Napisał kilka książek o tematyce sportowej. Członek Komisji Rewizyjnej Okręgu Stołecznego Związku Legionistów Polskich od 1937 roku. Od 1946 pełnił funkcję wiceprezesa PZPN.
Zmarł 17 listopada 1962 w Warszawie. Został pochowany na cmentarzu Powązkowskim (kwatera 256-1-11).

## Prywatnie
W 1921 poślubił Zofię Zabielską. siostrę olimpijczyka Jerzego Zabielskiego. 

## Upamiętnienie
W grudniu 2018 na elewacji stołecznego Stadionu Wojska Polskiego odsłonięto tablicę upamiętniającą Stanisława Mielecha.

## Książki
- Style, szkoły systemy w piłce nożnej.(1955)
- Gole, faule i ofsaidy – Sport i Turystyka (1957)
- Sportowe sprawy i sprawki (1963)

## Ordery i odznaczenia
- Krzyż Niepodległości – 16 września 1931 „za pracę w dziele odzyskania niepodległości”[20]
- Krzyż Walecznych dwukrotnie[21]
- Srebrny Krzyż Zasługi – 19 marca 1931 „za zasługi na polu rozwoju sportu”[22]
- Medal Pamiątkowy za Wojnę 1918–1921[2]
- Medal Dziesięciolecia Odzyskanej Niepodległości[2]
- Brązowy Medal za Długoletnią Służbę[2]

## Galeria

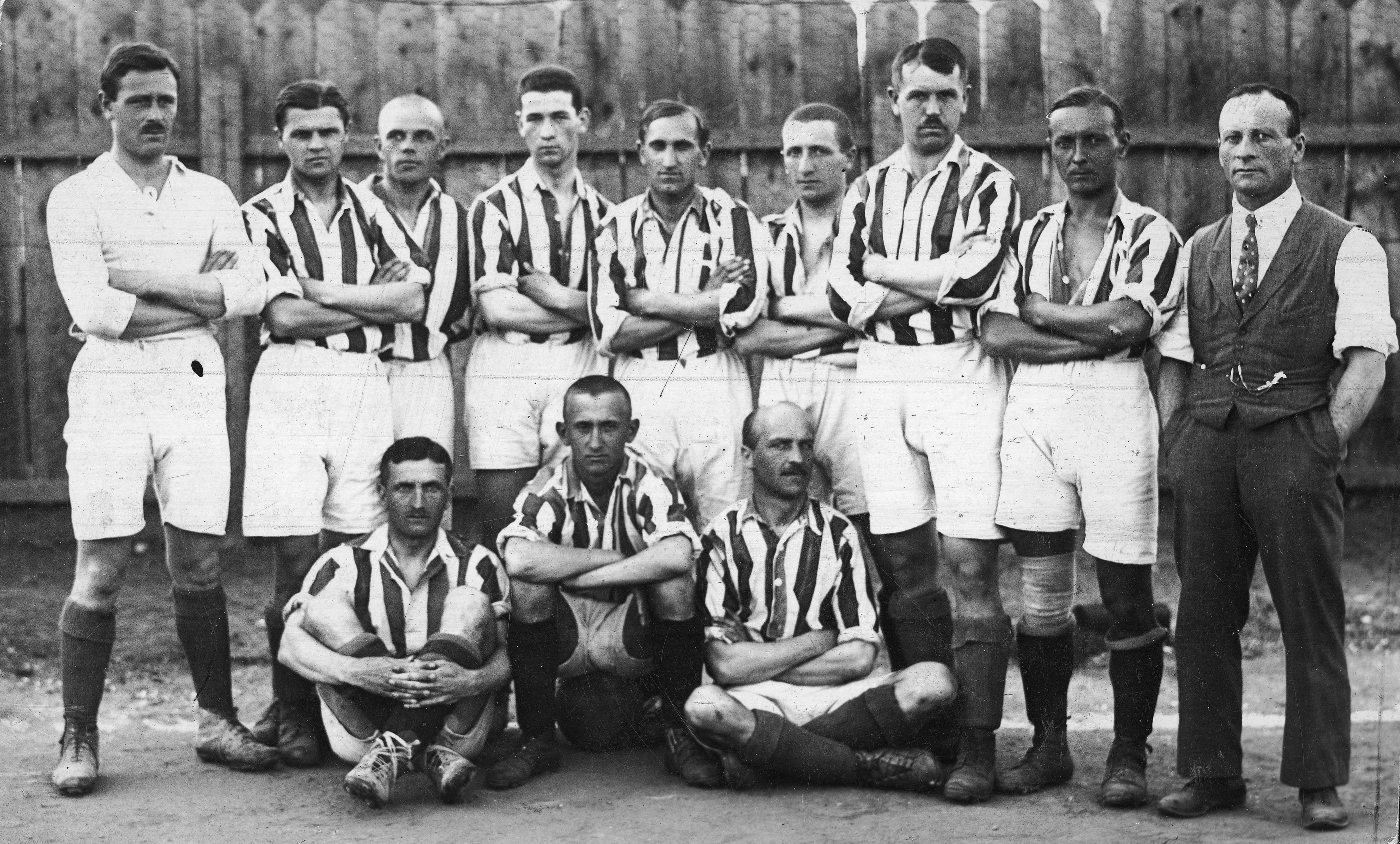
Mielech (stoi trzeci od prawej) w barwach Cracovii, mistrza Polski 1921
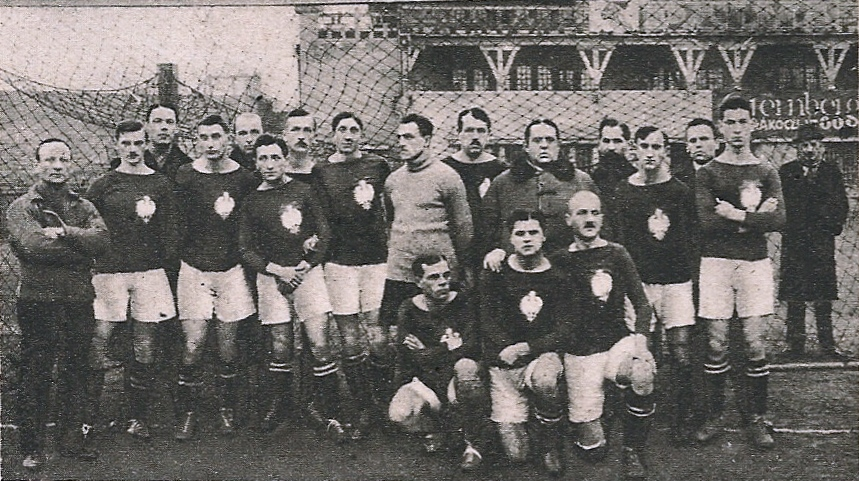
Mielech (stoi dziesiąty od lewej) przed pierwszym meczem reprezentacji Polski, 1921
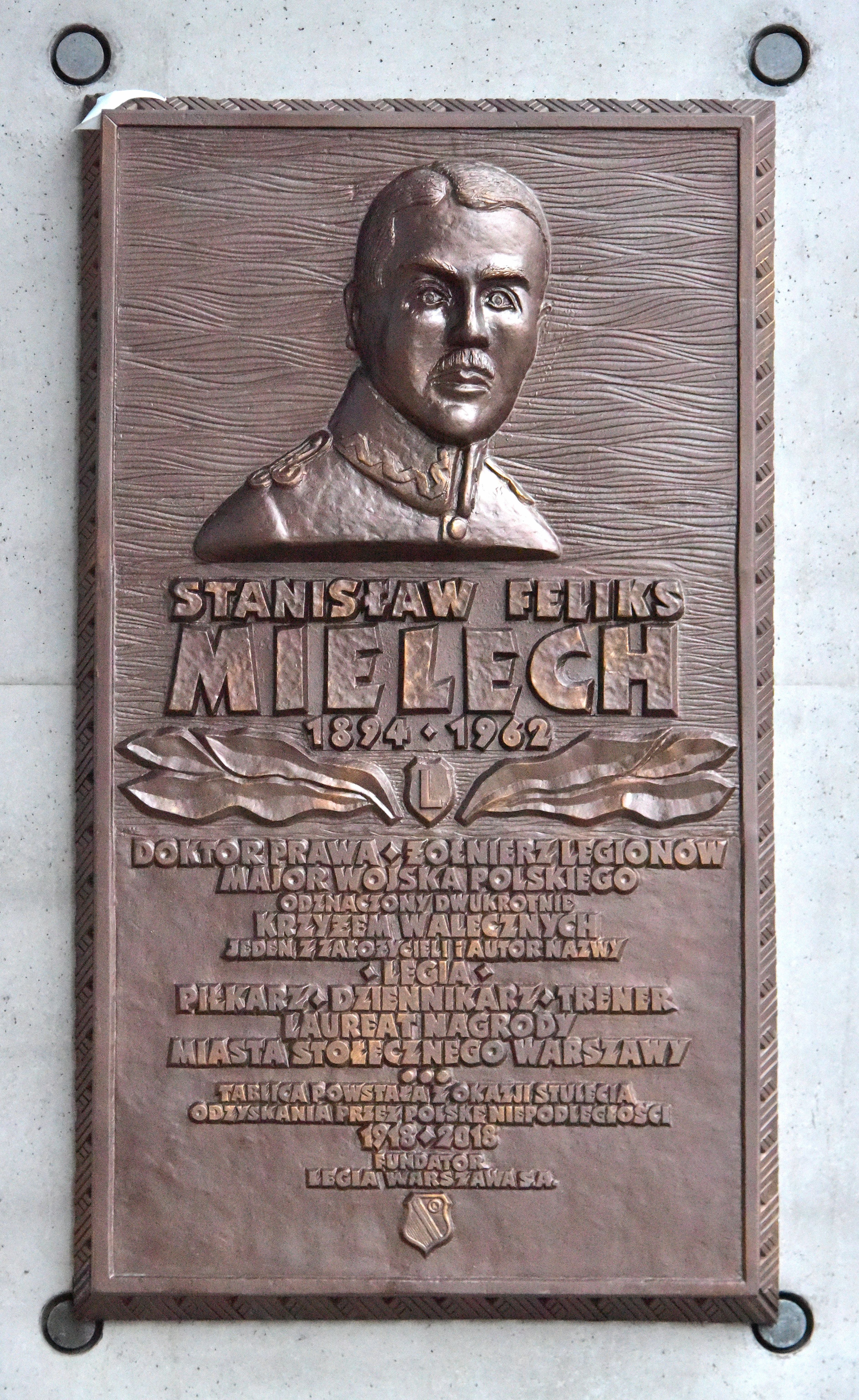
Tablica pamiątkowa na Stadionie Wojska Polskiego w Warszawie
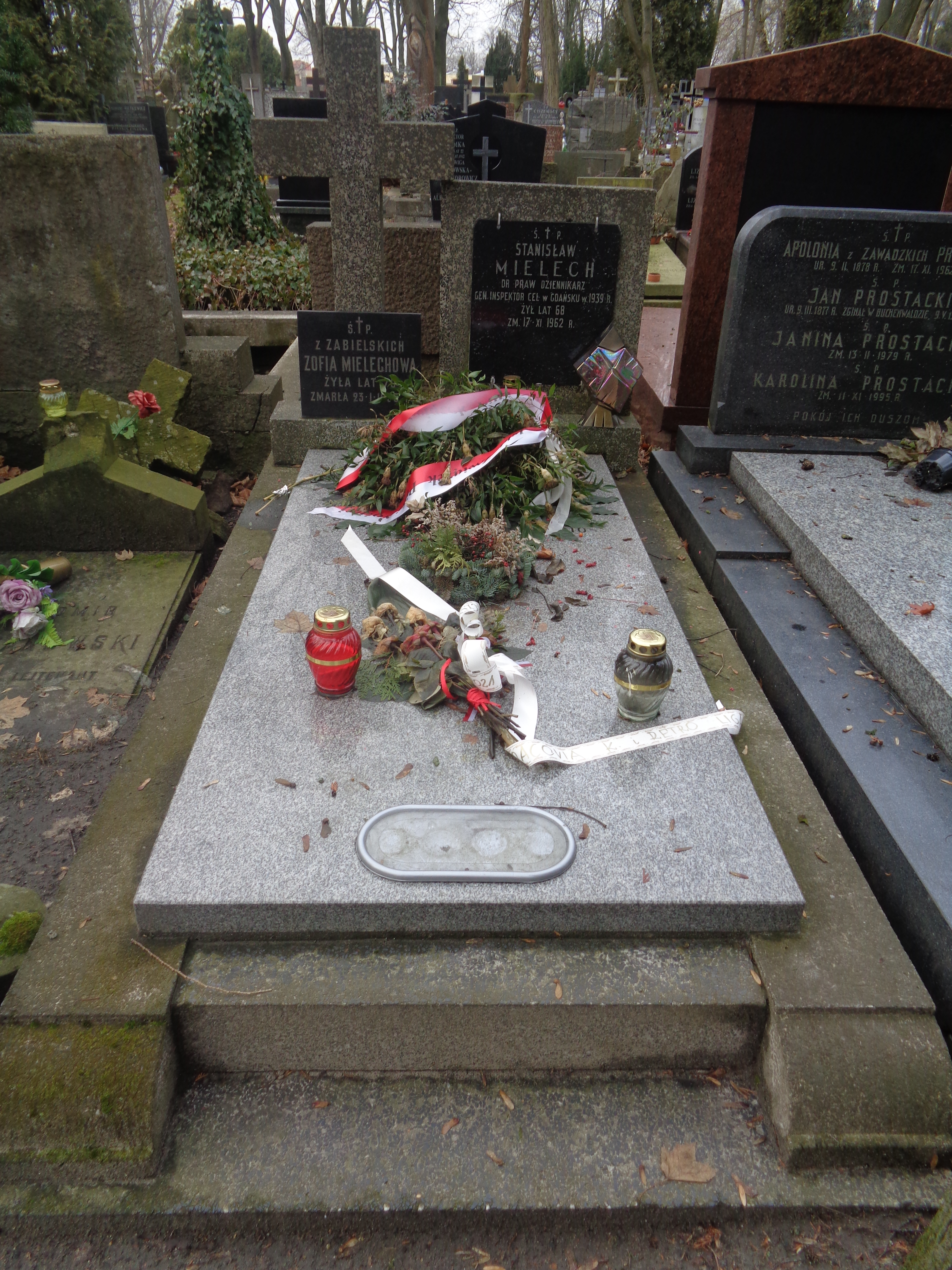
Grób Stanisława Mielecha na Cmentarzu Powązkowskim